# Yoichi Yamada
Yōichi Yamada (山田 洋一, Yamada Yōichi) est un développeur de jeux vidéo japonais. Il a travaillé pour le fabricant de consoles et producteur de jeux vidéo Nintendo et a été impliqué dans presque tous les jeux de la série The Legend of Zelda en tant que réalisateur. Il a également travaillé en tant que level designer sur d'autres jeux,,.

## Liste de jeux
- Star Wing (SNES, 1993 - assistant réalisateur, level designer)
- Star Fox 2 (SNES, 1995 - assistant réalisateur, level designer)
- Super Mario 64 (N64, 1996 - réalisateur du level designer)
- Wave Race 64 (N64, 1996)
- The Legend of Zelda: Ocarina of Time (N64, 1998 - réalisateur du système de jeu)
- The Legend of Zelda: Majora's Mask (N64, 2000 - memory management director)
- Luigi's Mansion (NGC, 2001 - assistant réalisateur)
- Pikmin (NGC, 2001 - Debug-assistant)
- The Legend of Zelda: Oracle of Ages (Game Boy Color, 2001)
- The Legend of Zelda: Oracle of Seasons (Game Boy Color, 2001)
- The Legend of Zelda: A Link to the Past & Four Swords (Game Boy Advance, 2002 - Superviseur, réalisateur)
- The Legend of Zelda: The Wind Waker (NGC, 2002 - assistant réalisateur)
- The Legend of Zelda: The Minish Cap (GBA, 2004 - Superviseur)
- The Legend of Zelda: Twilight Princess (Wii, 2006 - assistant réalisateur)
- The Legend of Zelda: Phantom Hourglass (Nintendo DS, 2007 - Superviseur)
- Link's Crossbow Training (Wii, 2007 - assistant réalisateur)
- The Legend of Zelda: Spirit Tracks (Nintendo DS, 2009 - Superviseur)
- The Legend of Zelda: Skyward Sword (Wii, 2011)
- The Legend of Zelda: A Link Between Worlds (Nintendo 3DS, 2013 - Planificateur)
- The Legend of Zelda: Tri Force Heroes (Nintendo 3DS, 2015 - Planificateur)

## Sources
- (de) Cet article est partiellement ou en totalité issu de l’article de Wikipédia en allemand intitulé « Yōichi Yamada » (voir la liste des auteurs).

1. ↑  « Yoichi Yamada », sur IMDb
2. ↑  « Yoichi Yamada - Kyoto Report »
3. ↑  « Yoichi Yamada Video Game Credits (By Genre) - MobyGames », sur MobyGames